# Juncus kraussii
Juncus kraussii är en tågväxtart som beskrevs av Ferdinand von Hochstetter. Juncus kraussii ingår i släktet tåg, och familjen tågväxter. Inga underarter finns listade i Catalogue of Life.